# Alexandre Geijo
Alexandre "Álex" Geijo Pazos (Genebra, 11 de março de 1982) é um ex-futebolista hispano-suíço que atuava como atacante. Fez carreira principalmente em clubes de Espanha e Itália, onde atuou nas 3 divisões profissionais.

## Carreira
Filho de imigrantes espanhóis, Geijo passou pelas categorias de base do Galaica-Onex e do Grand-Lancy até 2000, ano em que iniciou a carreira profissional no Neuchâtel Xamax.
Em 2001, iniciou sua primeira passagem pelo futebol espanhol, defendendo os times B (atual Atlético Malagueño) e principal do Málaga até 2005. Defendeu ainda o Xerez por 2 temporadas e o Levante entre 2007 e 2009. Ele ainda passou pelo Racing Santander antes de assinar com a Udinese em fevereiro de 2010; aproveitando a parceria com o Granada, os Friulani emprestaram Geijo ao clube espanhol por uma temporada.
O atacante ainda vestiu as camisas de Watford, Mallorca, Brescia, Venezia e Atlético Sanluqueño, onde se aposentou dos gramados em 2021.

## Estilo de jogo
Durante sua carreira profissional, Geijo destacava-se por sua habilidade no jogo aéreo.

## Títulos
Venezia
- Campeonato Italiano de Futebol - Série C: 2016–17
- Coppa Italia Lega Pro: 2016–17